# Kautionsversicherung
Kautionsversicherung (KTV abgekürzt) ist eine Versicherungsart, welche die Übernahme von Bürgschaften, Garantien oder sonstigen Gewährleistungen durch Versicherungen zum Inhalt hat.

## Allgemeines
Der Begriff Kautionsversicherung ist abgeleitet von der Kaution, was wiederum aus dem Wort für „Sicherheit/Vorsicht“ (lateinisch cautio) stammt. Allgemein ist Kaution eine Sicherheitsleistung, die auch durch Versicherungen in Form von Eventualverbindlichkeiten erbracht werden kann. Das Kautionsversicherungsgeschäft ist identisch mit dem Avalkreditgeschäft der Kreditinstitute, denn beide übernehmen Haftungen für Gewerbetreibende.

## Kautionsversicherung als Versicherungszweig
Im Rahmen der Versicherung für fremde Rechnung (§ 43 ff. Versicherungsvertragsgesetz, VVG) betreiben Versicherungen die so genannte Kautionsversicherung. Versichert wird das Interesse der Abnehmer oder Leistungsempfänger an der Zahlungsfähigkeit des Versicherungsnehmers; das versicherte Risiko ist das schlechte Wirtschaften oder schlicht die Insolvenzgefahr des Versicherungsnehmers. Die Versicherungen treten beispielsweise als Bürge auf, der Versicherungsnehmer ist Schuldner der zu verbürgenden Leistung, und dessen Gläubiger ist gleichzeitig Bürgschaftsbegünstigter. Damit ist die Kautionsversicherung eine Kreditversicherung im weiteren Sinne.

## Haftungsarten
Versicherungen übernehmen im Rahmen der Kautionsversicherung die im betrieblichen Ablaufprozess der Unternehmen erforderlichen Haftungen, insbesondere:
- Anzahlungsgarantien,
- Ausbietungsbürgschaften,
- Bietungsgarantien,
- Erfüllungsgarantien,
- Gewährleistungsbürgschaften,
- Mietkautionsversicherung,
- Prozessbürgschaften,
- Vertragserfüllungsbürgschaften,
- Zahlungsgarantien oder
- Zollbürgschaften.

Die Bestimmungen der § 43 ff. VVG sind auf das Kautionsversicherungsgeschäft jedoch nur eingeschränkt anwendbar, weil beispielsweise durch das Bürgschaftsverhältnis zwischen dem Bürgschaftsgläubiger und der Versicherung eine eigenständige Rechtsbeziehung entsteht. Nach der Legaldefinition des § 43 Abs. 1 VVG kann der Versicherungsnehmer einen Versicherungsvertrag im eigenen Namen für einen anderen schließen. Der „andere“ ist der Begünstigte aus der Bürgschaft/Garantie, dem die Rechte aus dem Versicherungsvertrag zustehen (§ 44 Abs. 1 VVG), aber durch das Rechtsverhältnis aus der Bürgschaft überlagert werden. Der Begünstigte aus der Bürgschaft „versichert“ letztlich sein gegenüber dem Versicherungsnehmer bestehendes Insolvenzrisiko. Es wird zuweilen bezweifelt, ob eine Bürgschaft/Garantie „auf erstes Anfordern“ – mit einer vom Risiko der Zahlungsunfähigkeit des Versicherungsnehmers losgelösten Zahlungspflicht der Versicherung – nicht bereits versicherungsfremdes Geschäft darstellt.

## Aufsichtsrechtliche Bestimmungen
Nach § 2 Abs. 2 KWG gilt für Versicherungsunternehmen die Bestimmung des § 14 KWG für Millionenkredite, sodass auch Kautionsversicherungen der Deutschen Bundesbank vierteljährlich zu melden sind. Insoweit übernehmen Versicherungen Meldepflichten, denen sie aufgrund des VVG nicht unterworfen sind. In einem Rundschreiben vom 22. Mai 1996 weist die BaFin alle deutschen zum Kredit- und Kautionsversicherungsgeschäft zugelassenen Versicherungsunternehmen auf die besonderen Risiken der Kautionsversicherung hin und stellt hierzu organisatorische Anforderungen auf. Nach § 65 VVG gehören die Risiken aus Kautionsversicherungen zu den Großrisiken. Ein Versicherungsvertrag über ein Großrisiko liegt nach § 65 VVG unter anderem vor, wenn sich der Versicherungsvertrag auf bestimmte Kredit- und Kautionsversicherungen bezieht. Dann können nach § 210 Abs. 1 VVG einzelne Bestimmungen des VVG abdingbar sein.

## Bilanzierung
In der Versicherungsbilanz sind die übernommenen Bürgschaften, Garantien oder sonstigen Gewährleistungen als Eventualverbindlichkeiten „unter der Bilanz“ nach § 251 i. V. m. § 268 Abs. 7 HGB zu vermerken. „Unter der Bilanz“ bedeutet, dass sie nicht Bestandteil der Bilanzsumme und damit auch nicht der Bilanz sind, sondern darunter aufgeführt werden müssen. Die haftende Versicherung darf zunächst davon ausgehen, dass ihr Versicherungsnehmer als direkter Schuldner seinen Verpflichtungen nachkommen wird, sodass es bei der Versicherung im Normalfalle nicht zu einer Vermögensbelastung kommt.
Die Kautionsversicherung steht in direkter Konkurrenz zum Avalkredit der Kreditinstitute. Da diese ihre Avalkredite preiserhöhend mit Eigenkapital zu unterlegen haben, können Versicherungen ihre Kautionsversicherung günstiger kalkulieren und anbieten, weil eine vergleichbare gesetzliche Eigenkapitalbindung bei Versicherungen nicht besteht.